# Kevin Lara
Kevin Raúl Lara Herrera (Culiacán, Sinaloa, México; 18 de abril de 1998), es un futbolista mexicano. Juega como mediocampista en los Dorados de Sinaloa de la Liga de Expansión MX.

## Trayectoria
Comenzó jugando con el equipo sub-15 de Jaguares de Chiapas en 2012 y en 2013 llegó a las fuerzas básicas del Club Santos Laguna. Empezó a jugar con el equipo sub-17 a inicios del 2014 y en su segundo torneo logró el subcampeonato al perder la final ante el Club de Fútbol Monterrey. En abril de 2015 se coronó campeón de la Dallas Cup en la categoría super sub-17 al derrotar a Monterrey en la final por marcador de 1-0, Lara no tuvo mucha participación en el torneo debido a una lesión.
Comenzó a jugar con la categoría Sub-20 a partir del Apertura 2015 y en su primer torneo consiguió el campeonato cuando su equipo derrotó al Club Tijuana en penales. En agosto de 2016 participó en la "Copa Internacional Mitad del Mundo" en donde jugó los seis partidos de la competencia.

## Selección nacional

### Categorías inferiores
México Sub-15
Fue convocado por primera vez en 2012 para una concentración que tuvo la selección sub-15 en Guadalajara.
México Sub-16
En agosto de 2014 fue llamado para disputar la Copa México de Naciones Sub-16, en donde fue eliminado en cuartos de final por Brasil.
México Sub-17
En mayo de 2014 fue convocado para disputar el Torneo de Gradisca en Italia, terminando como subcampeón de la competencia. A inicios de 2015 participó en la Copa Chivas Internacional, donde su selección terminó en cuarto lugar de la competencia. Fue convocado en febrero para participar en el Campeonato Sub-17 de la Concacaf de 2015. Logró el campeonato del torneo al derrotar al anfitrión Honduras por marcador de 0-3. Participó en la Copa Mundial de Fútbol Sub-17 de 2015, jugó todos los partidos que disputó su selección. Terminó en cuarto lugar de la competencia al perder ante Bélgica.
México Sub-20
Logró el campeonato de la Copa Bahrain en 2016. Unos meses después se proclamó campeón del Torneo Cuatro Naciones, el cual se disputó en China.

## Estadísticas
Actualizado al último partido jugado el 27 de febrero de 2017.

### Selecciones
| Competición                              | Categoría | Sede          | Rdo              | PJ | G | A |
| ---------------------------------------- | --------- | ------------- | ---------------- | -- | - | - |
| Campeonato Sub-17 de la Concacaf de 2015 | Sub-17    | Honduras      | Campeón          | 4  | 1 | ? |
| Copa Mundial de Fútbol Sub-17 de 2015    | Sub-17    | Chile         | Cuarto lugar     | 7  | 0 | ? |
| Campeonato Sub-20 de la Concacaf de 2017 | Sub-20    | Costa Rica    | Clasificado      | 4  | 0 | 1 |
| Copa Mundial de Fútbol Sub-20 de 2017    | Sub-20    | Corea del Sur | Cuartos de final | 4  | 0 | 1 |
| Total                                    | –         | –             | –                | 19 | 1 | 2 |

## Palmarés

### Campeonatos nacionales
| Título                            | Equipo                     | País   | Año    |
| --------------------------------- | -------------------------- | ------ | ------ |
| Primera División de México Sub-20 | Club Santos Laguna Sub-20  | México | A-2015 |
| Liga de Ascenso de México         | Club Atlético de San Luis  | México | A-2018 |
| Liga de Ascenso de México         | Club Atlético de San Luis  | México | C-2019 |
| Liga de Expansión MX              | Tampico Madero Fútbol Club | México | G-2020 |

### Campeonatos internacionales
| Título                           | Equipo                     | País           | Año  |
| -------------------------------- | -------------------------- | -------------- | ---- |
| Campeonato Sub-17 de la Concacaf | Selección de México Sub-17 | Honduras       | 2015 |
| Dallas Cup                       | Club Santos Laguna Sub-17  | Estados Unidos | 2015 |

### Campeonatos internacionales amistosos
| Título                 | Equipo                     | País    | Año  |
| ---------------------- | -------------------------- | ------- | ---- |
| Copa Bahrain           | Selección de México Sub-20 | Bahrain | 2016 |
| Torneo Cuatro Naciones | Selección de México Sub-20 | China   | 2016 |